# 승평 (북위)
승평(承平)은 중국 북위(北魏) 남안왕(南安王) 탁발여(拓跋余)의 연호이다. 452년 2월에서 10월까지 9개월 동안 사용하였다. 그러나 452년 10월, 종애(宗愛)가 탁발여를 죽이고, 뒤이어 종애도 주살되자 문성제(文成帝)는 승평 연호를 폐지하였으므로 이 기간의 기준 연호는 정평으로 기록되어 있다.
같은 시기에 사용된 다른 연호로는 송(宋)에서 사용한 원가(元嘉 : 424년 ~ 453년), 고창북량(高昌北凉)에서 사용한 승평(承平 : 443년 ~ 460년)이 있다.

## 개원
정평(正平) 2년 2월 5일(452년 3월 11일)에 승평(承平)으로 개원함.

## 연대대조표
| 승평                | 원년            |
| 서력                | 452년           |
| 육십간지 (六十干支) | 임진(壬辰)      |
| 송 (宋)             | 원가(元嘉) 29년 |
| 고창북량 (高昌北凉) | 승평(承平) 10년 |

## 같이 보기
- 다른 왕조의 같은 연호
  - 고창북량(高昌北凉) 승평(443년 ~ 460년)
- 중국의 연호

| 이전 연호 정평(正平) | 중국의 연호 북위(北魏) | 다음 연호 흥안(興安) |